# (73293) 2002 JH66
(73293) 2002 JH66 – planetoida z pasa głównego asteroid okrążająca Słońce w ciągu 4,12 lat w średniej odległości 2,57 j.a. Odkryta 9 maja 2002 roku.